# Raimund Stoll
Raimund Stoll (* 31. August 1892 in Fügenberg im Zillertal, Bez. Schwaz, Tirol; † 19. Februar 1977 in Innsbruck)
war ein österreichischer Beamter und Politiker.

## Leben
Stoll war der Sohn des Lehrers Ignaz Stoll und dessen Ehefrau Maria geb. Häusler. Er war römisch-katholisch und heiratete am 19. September 1922 Antonia Hedwig Thurner (* 16. Oktober 1897; † 6. März 1973). Aus der Ehe ging ein Sohn hervor.
Stoll besuchte die Volksschule und 8 Klassen des Gymnasiums in Brixen. Danach absolvierte er ein Jusstudium an der Universität Innsbruck. Am 11. Februar 1919 wurde er zum Dr. jur. promoviert. Er war Schriftführer des katholisch-akademischen Studentenvereines „Tirolia“ in Innsbruck. Ab 1921 leistete er Dienst in der Kärntner Landesregierung. Er wurde Landeskonzipist, 1922 Landeskommissär, Landesregierungsrat, Direktor des kärntnerischen Landesabgabenamtes und 1935 Landesoberregierungsrat. Im Jahr 1945 wurde er stellvertretender Landesamtsdirektor in Kärnten und 1947 Landesamtsdirektor in Tirol, bevor er zum 31. Dezember 1957 in den Ruhestand versetzt wurde. 1958 wurde er mit dem Ehrenzeichen des Landes Tirol ausgezeichnet.
Im Ständestaat war er vom 19. November 1934 bis zum 11. März 1938 als Vertreter des Öffentlicher Dienstes Mitglied im Ständischen Kärntner Landtag. Im Landtag war er Dritter Landtagspräsident und Mitglied des Finanzausschusses. Ab 1945 war er Mitglied der ÖVP.